# Hatra
Hatra (لحضر, al-Ḥaḍr) är en arabisk ruinstad i Ninawa som har tillhörde både Partien och Romarriket. Staden är omkring 90 km sydväst om Mosul i Irak.
Hatra byggdes sannolikt ursprungligen av Seleukiderna under 200- eller 100-talet f.Kr. Staden blev huvudstad för det första arabiska kungariket under influens från Partien. Hatra hade sin blomstringsperiod som en viktig handelsstad fram till 100-talet e.Kr.. Flera gånger blev hatra angripet och motstod två belägringen frun Romerska riket år 116/117 av från under kejsar Trajanus och 198/199 under Septimius Severus. Staden föll år 240 till Sasaniderna och kung Shahpour I.
Vid utgrävningarna som påbörjades år 1951 hittade man tio tempel och i dessa en stor mängd skulpturer främst av gudar, men också statyer av kungar, drottningar och kända personer som placerats på tempelområdena. Den konstnärliga utformningen av skulpturerna framstår som en egendomlig blandning av hellenistiska , romerska samt partiska stilar av arkitektur.
I maj 2015 rapporterade flera nyhetsmedia att Islamiska staten förstört historiska monument i Hatra.. Förstörelsen finns även publicerad på video.
Hatra citadell blev 1985 listat av Unesco som kultureld världsarv, och är sedan 2015 även listat som hotat kulturellt världsarv.

## Galleri

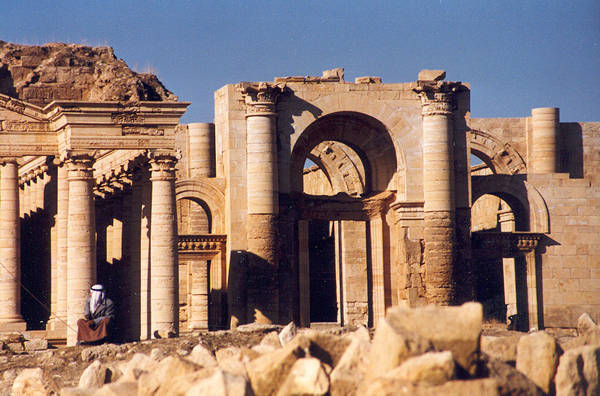
Ruinerna av Hatra 1998.
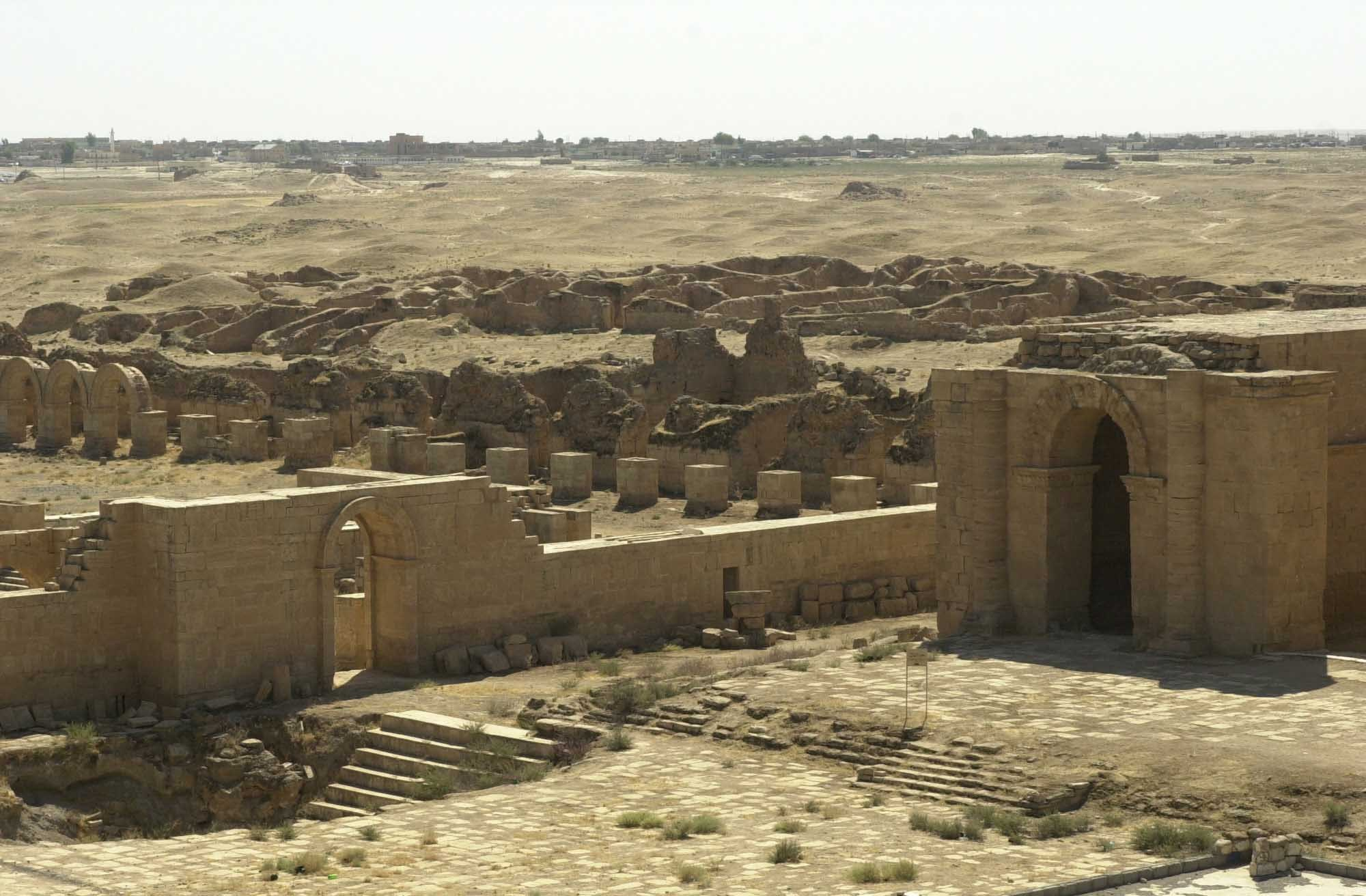
Ruinerna av Hatra 2004.
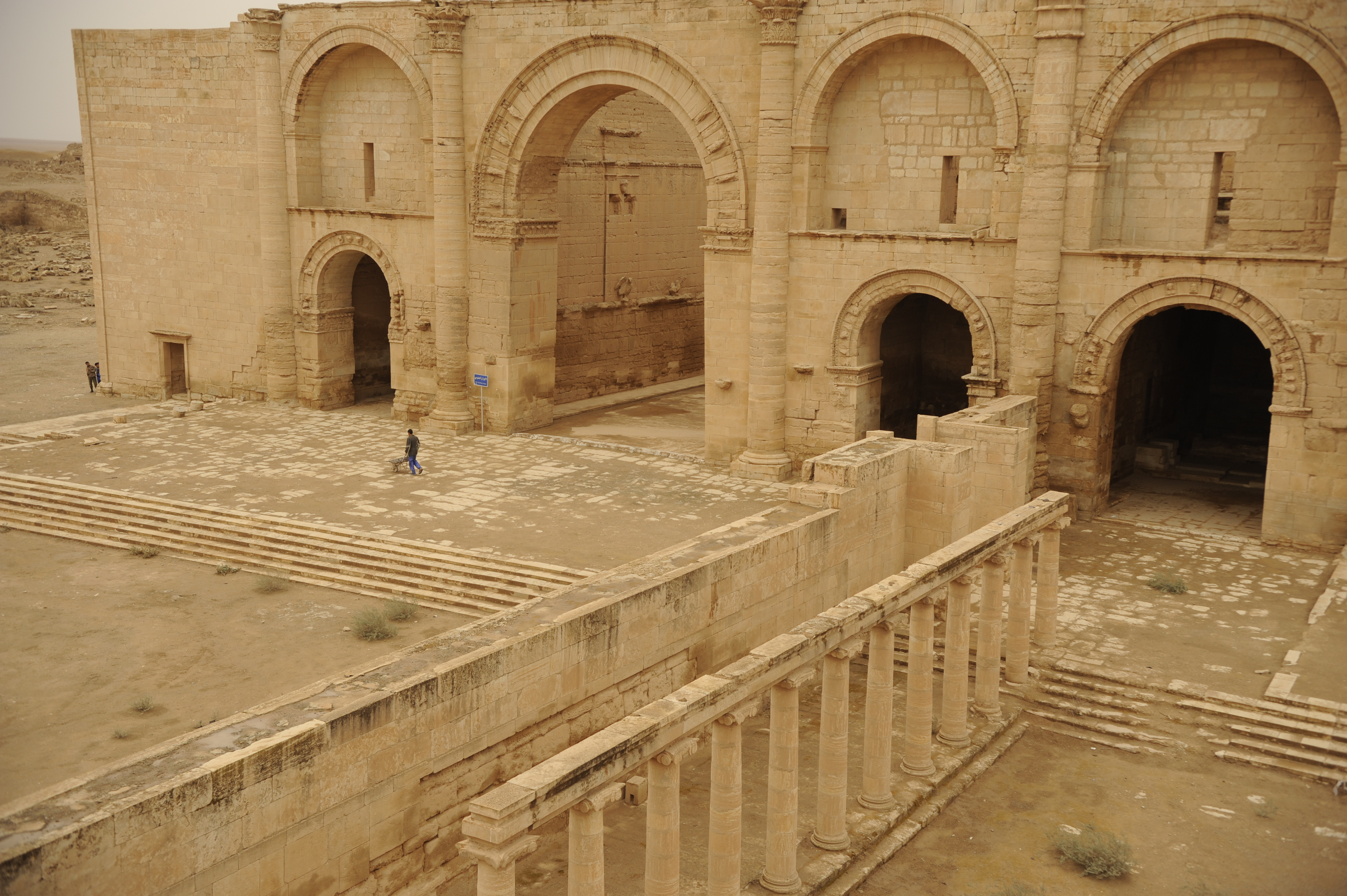
Ruinerna av Hatra 2008.
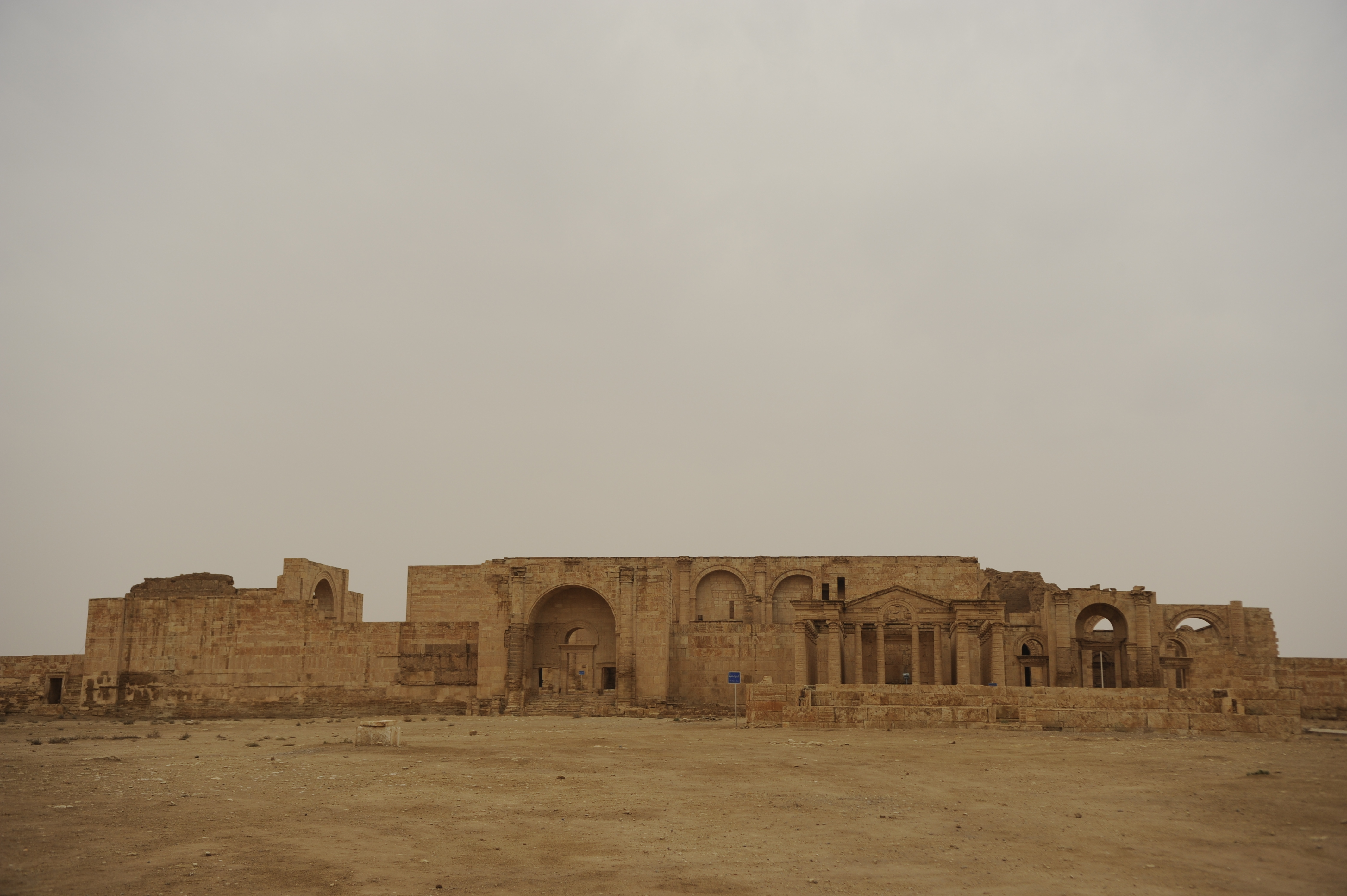
Ruinerna av Hatra 2008.
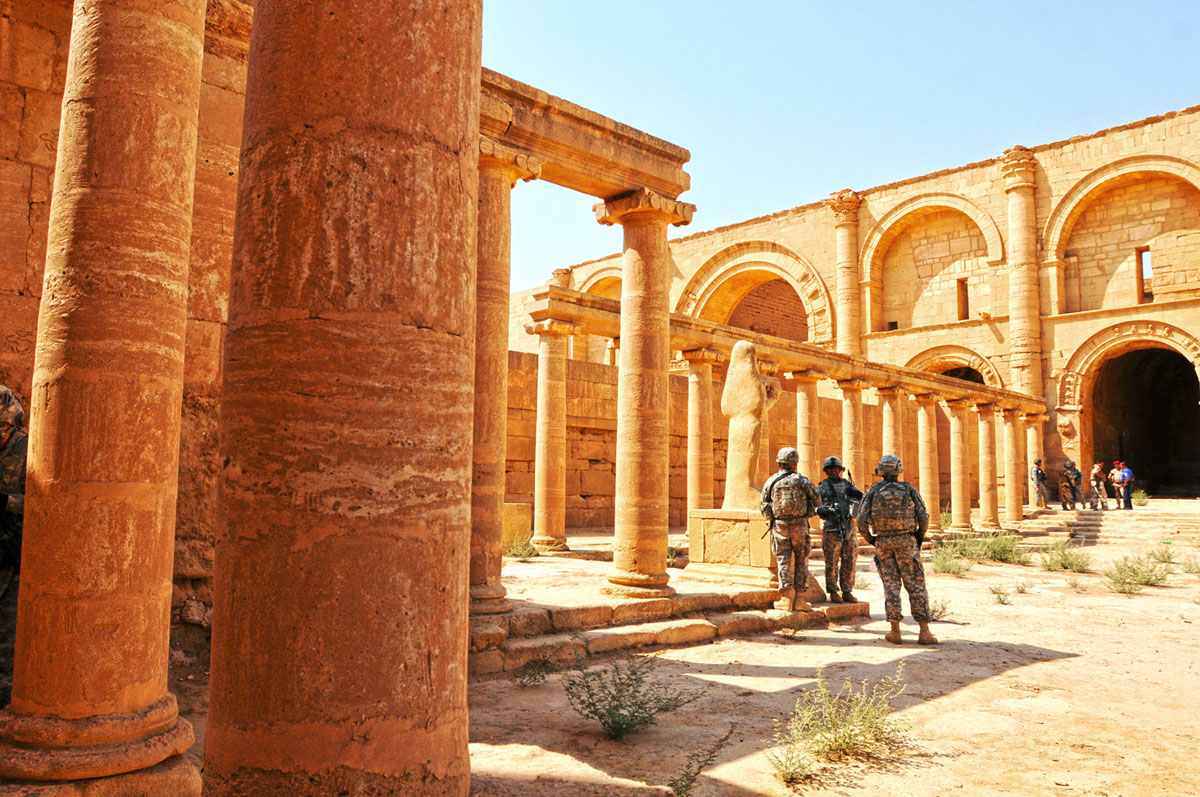
Amerikanska soldater i Hatra 18 september 2010
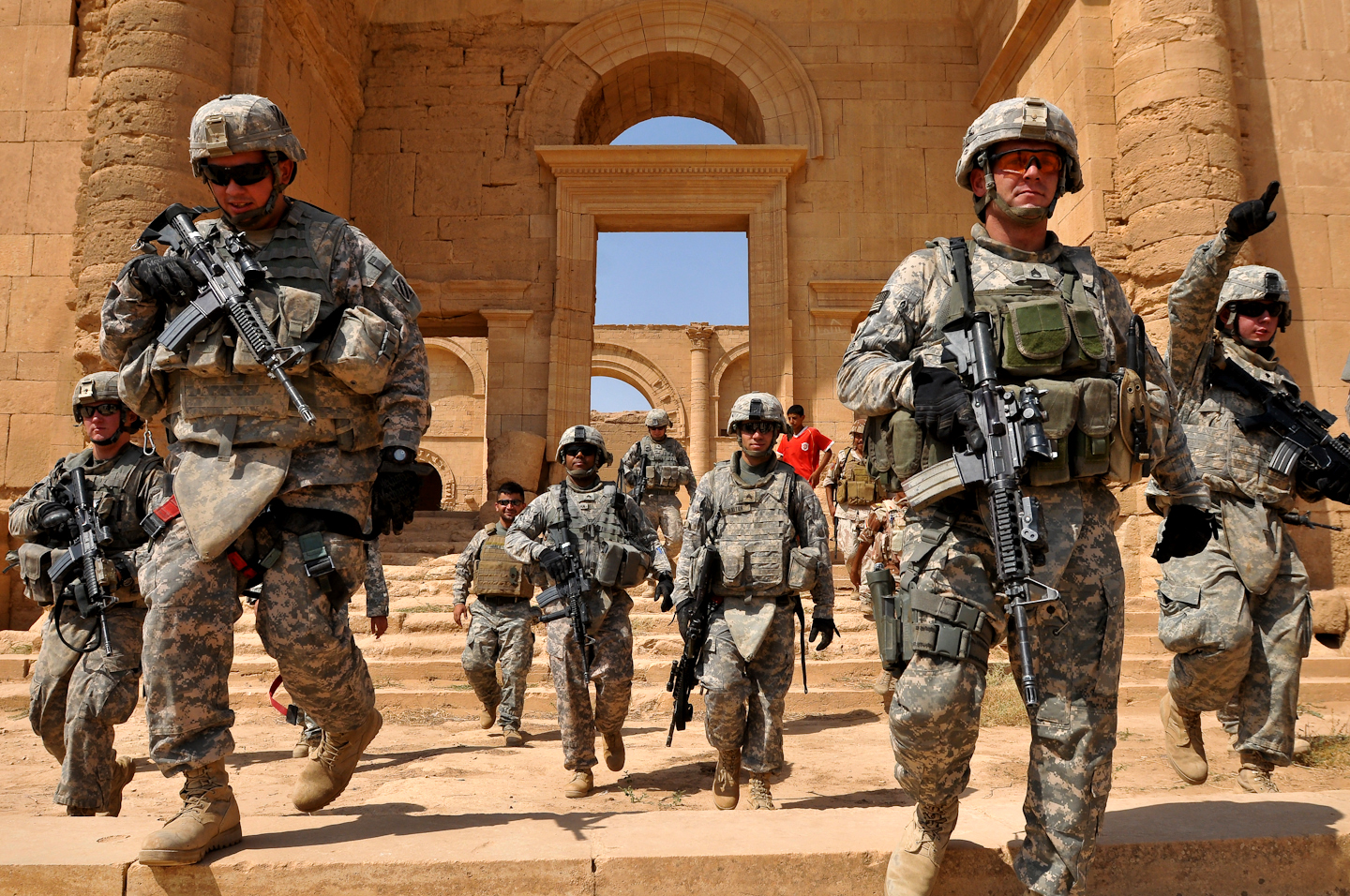
Amerikanska soldater i Hatra 20 september 2010
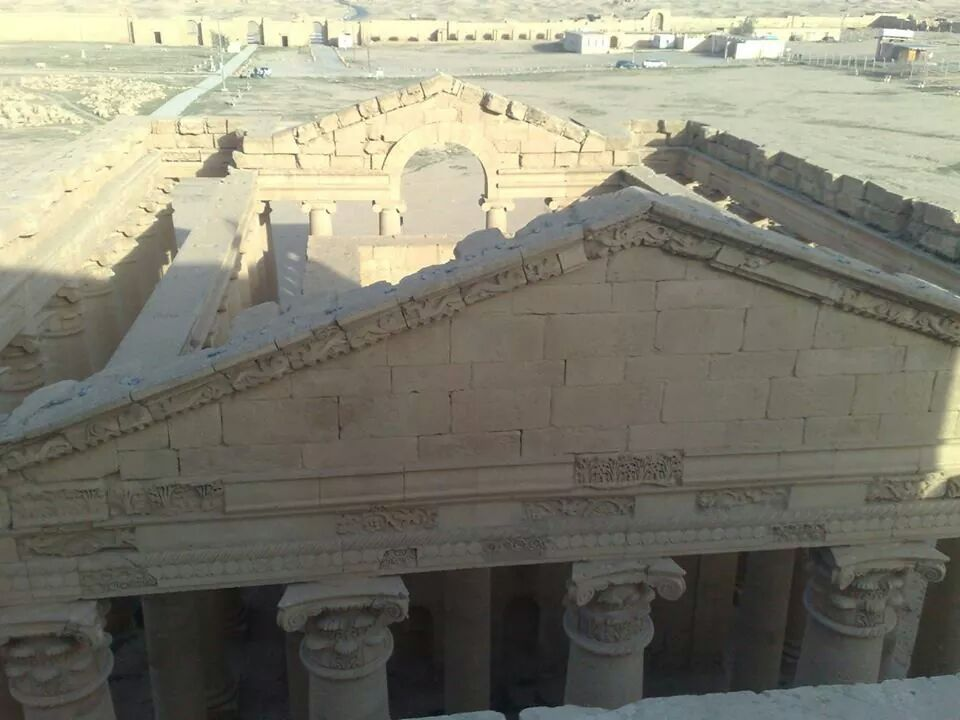
Ruinerna av Hatra september 2014.
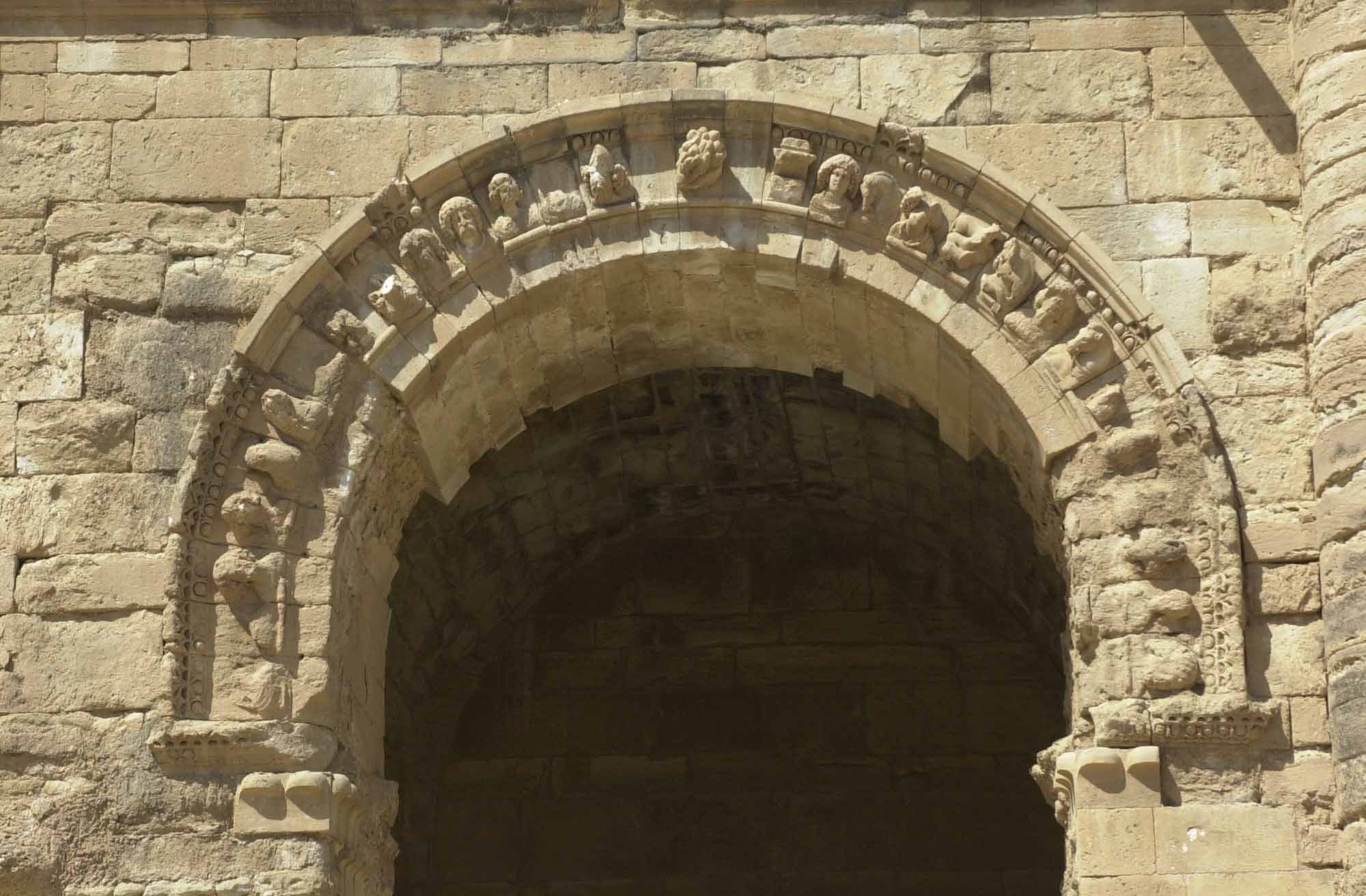
Detaljer från ett tempel